# 봉신 (전한)
봉신(逢信, ? ~ ?)은 전한 말기의 관료로, 자는 소자(少子)이며 우부풍 평릉현(平陵縣) 사람이다.

## 행적
고제(高第)로 천거되어 홍농태수를 지냈고, 경조윤·태복·위위를 역임하였다.
어사대부 왕준이 죽고 그 후임을 뽑으려 하였을 때 후보가 되었으나, 적방진이 임명되었다.
봉신은 본래 별 능력이 없는 자였으나, 외척 왕(王)씨에게 빌붙은 덕분에 출세한 것이었다. 이에 적방진은 봉신을 비롯한 여러 관료들을 탄핵하였고, 결국 모두 파면되었다.

## 출전
- 반고, 《한서》 권19하 백관공경표 下·권84 적방진전

| 전임 왕장 | 전한의 경조윤 기원전 24년 ~ 기원전 21년 | 후임 왕준 |

| 전임 견존 | 전한의 태복 기원전 21년 ~ 기원전 15년 | 후임 왕양 |

| 전임 왕양 | 전한의 위위 기원전 15년 ~ 기원전 13년 | 후임 순우장 |